# Сезон ФК «Мілан» 2018—2019
Сезон ФК «Мілан» 2018—2019 — 120-ий сезон в історії та 85-ий сезон футбольного клубу «Мілан» в італійській Серії А. 

## Хронологія сезону
Перед початком нового сезону в «Мілана» знову змінився власник. Ним стала американський фонд «Elliott Management Corporation». 10 липня 2018 року Лі Юнхун не зумів виконати свої боргові зобов'язання перед цим хедж-фондом, що означало що саме цей фонд отримав усі права на управлінням клубом. На «Мілан» були накладені санкції у вигляді дискваліфікації із Ліги Європи через порушення фінансового фейр-плей. Клуб звернувся до Спортивного арбітражного суду, який задовільнив їхнє клопотання, знявши дискваліфікацію. 21 липня 2018 року відбулася нарада на якій офіційно було звільнено колишніх директорів клубу Марко Фассоне та Массіміліано Мірабеллі, а Паоло Скароні став новим президентом клубу. Новим спортивним директором став Леонардо, колишній гравець та тренер клубу, який зарекомендував себе роботою в «Парі Сен-Жермен». Ще одним знаковим призначенням для вболівальників «россонері» стало повернення легенди клубу Паоло Мальдіні. Він отримав посаду директора зі спортивної стратегії та розвитку. Пізніше відбулася ще одна зміна у керівництві клубу. З 1 грудня 2018 року новим генеральним директором став Іван Газідіс, який до цього десять років працював із лондонським «Арсеналом».
Дженнаро Гаттузо залишився на посаді головного тренера. Основним завданням на сезон була кваліфікація до Ліги чемпіонів. Влітку клуб безкоштовно підписав захисника Івана Стринича, півзахисника Алена Халіловича та воротаря Пепе Рейну. Леонардо Бонуччі висловив бажання повернутися у «Ювентус». Клуби домовилися про обмін Бонуччі на Кальдару. Суттєві зміни відбулися і у лінії нападу. Команду покинули нападники: Карлос Бакка, Никола Калинич, Мбай Ньянг та Джанлука Лападула. Натомість з «Ювентуса» на правах оренди за €18 млн прийшов Гонсало Ігуаїн, а Саму Кастільєхо перейшов із «Вільярреала» за €25 млн. Ще одним гравцем який прийшов на правах оренди став Тьємуе Бакайоко, який не зумів заграти у «Челсі».
Початок чемпіонату команда почала з поразки від «Наполі» (2:3) та перемоги над «Ромою» (2:1). Після цього відбулася серія із трьох нічиїх з «Кальярі» (1:1) «Аталантою» (2:2) та «Емполі» (1:1), що опустило команду на тринадцяте місце. У подальших турах вдалося суттєво покращити турнірне становище, піднявшись на четверте місце. «Россонері» перемогли у шести матчах, зіграли внічию із «Лаціо» (1:1), та поступилися принциповим конкурентам «Інтернаціонале» (0:1) «Ювентусу» (0:2). У грудні розпочалася серія із чотирьох матчів для команди, протягом якої вони тричі зіграли в нульову нічию та поступилися «Фіорентіні». Груповий етап Ліги Європи склався для «россонері» не найкращим чином. «Мілан» двічі переміг аутсайдера «Дюделанж», обмінявся домашніми перемогами з «Олімпіакосом» та здобув лише одне очко з «Бетісом». У підсумку разом із «Олімпіакосом» набрали по 10 очків, але через різницю голів стали третіми, не вийшовши із групи.
У зимове трансферне вікно клуб здійснив два дороговартісні підписання. Лукас Пакета, та один із найкращих бомбардирів поточного сезону Серії А Кшиштоф Пйонтек, прийшли за €35 млн. Гонсало Ігуаїн достроково покинув команду.
Команда впевнено розпочала друге коло чемпіонату, здобувши сім перемог та двічі зігравши внічию. На початку березня вони вже знаходилися на третьому місці, але потім розпочався кризовий період. Протягом березня та квітня «Мілан» програв «Інтернаціонале» (2:3), «Сампдорії» (0:1), «Ювентусу» (1:2) та «Торіно» (0:2), а також зіграв внічию з «Удінезе» (1:1) та «Пармою» (1:1). Єдина перемога була над «Лаціо» (1:0), і як наслідок сьоме місце турнірної таблиці. Чотири перемоги поспіль, які здобув «Мілан» після цього, не дозволили команді піднятися вище п'ятого підсумкового місця.
У Кубку Італії «Мілан» мав шанси вийти у фінал, але поступився «Лаціо» (1:0) у півфіналі.
За підсумками сезону результат роботи Дженнаро Гаттузо було визнано незадовільним, а тренера звільнено. Також було звільнено спортивного директора Леонардо,. Мальдіні погодився на пропозицію роботи технічиним директором відповідальним за розвиток спортивної складової. Також одним із нових директорів клубу став Звонимир Бобан. Назважаючи на п'єте місце у чемпіонаті, що дозволяло команді грати наступного сезону у груповому турнірі Ліги Європи, «Мілан» отримав дискваліфікацію на один сезон від УЄФА через порушення правил фінансового фейр-плей..

## Склад команди
| #                           | Гравець               | Позиція      | Дата народження (вік)            | Початок контракту | Кінець контракту | Попередній клуб | Ціна трансферу | Примітки | Матчі    | Голи     |
| Воротарі                    | Воротарі              | Воротарі     | Воротарі                         | Воротарі          | Воротарі         | Воротарі        | Воротарі       | Воротарі | Воротарі | Воротарі |
| --------------------------- | --------------------- | ------------ | -------------------------------- | ----------------- | ---------------- | --------------- | -------------- | -------- | -------- | -------- |
| 25                          | Пепе Рейна            | ВР           | 31 серпня 1982 (вік 36 років)    | 2018              | 2021             | Наполі          | Безкоштовно    |          | 12       |          |
| 35                          | Алессандро Пліццарі   | ВР           | 12 березня 2000 (вік 19 років)   | 2016              | 2020             | Мілан Прімавера | Безкоштовно    | Академія | 0        | 0        |
| 90                          | Антоніо Доннарумма    | ВР           | 7 липня 1990 (вік 28 років)      | 2017              | 2021             | Астерас         | €300,000       | Академія | 2        | 0        |
| 99                          | Джанлуїджі Доннарумма | ВР           | 25 лютого 1999 (вік 20 років)    | 2015              | 2021             | Мілан Прімавера | Безкоштовно    | Академія | 164      |          |
| Захисники                   |                       |              |                                  |                   |                  |                 |                |          |          |          |
| 2                           | Давіде Калабрія       | ПЗ / ЛЗ / ЦП | 6 грудня 1996 (вік 22 роки)      | 2015              | 2022             | Мілан Прімавера | Безкоштовно    | Академія | 85       | 2        |
| 12                          | Андреа Конті          | ПЗ / ПП      | 2 березня 1994 (вік 25 років)    | 2017              | 2022             | Аталанта        | €24,000,000    |          | 20       | 0        |
| 13                          | Алессіо Романьйолі    | ЦЗ / ЛЗ      | 12 січня 1995 (вік 24 роки)      | 2015              | 2022             | Рома            | €25,000,000    | Капітан  | 154      | 4        |
| 17                          | Крістіан Сапата       | ЦЗ / ПЗ      | 30 вересня 1986 (вік 32 роки)    | 2012              | 2019             | Вільярреал      | €6,000,000     |          | 148      | 5        |
| 20                          | Іньяціо Абате         | ПЗ / ЦЗ      | 12 листопада 1986 (вік 32 роки)  | 2009              | 2019             | Торіно          | €2,800,000     | Академія | 306      | 3        |
| 22                          | Матео Мусаккіо        | ЦЗ           | 26 серпня 1990 (вік 28 років)    | 2017              | 2021             | Вільярреал      | €18,000,000    |          | 55       | 2        |
| 23                          | Іван Стринич          | ЛЗ           | 17 липня 1987 (вік 31 рік)       | 2018              | 2021             | Сампдорія       | Безкоштовно    |          | 0        | 0        |
| 33                          | Маттіа Кальдара       | ЦЗ           | 5 травня 1994 (вік 25 років)     | 2018              | 2022             | Ювентус         | €35,000,000    |          | 2        | 0        |
| 68                          | Рікардо Родрігес      | ЛЗ / ЦЗ      | 25 серпня 1992 (вік 26 років)    | 2017              | 2021             | Вольфсбург      | €15,000,000    |          | 88       | 4        |
| 93                          | Дієго Лаксальт        | ЛЗ / ЛП      | 7 лютого 1993 (вік 26 років)     | 2018              | 2022             | Дженоа          | €14,000,000    |          | 29       | 0        |
| Півзахисники                |                       |              |                                  |                   |                  |                 |                |          |          |          |
| 4                           | Хосе Маурі            | ОП / ЦП      | 16 травня 1996 (вік 23 роки)     | 2015              | 2019             | Парма           | Безкоштовно    |          | 21       | 0        |
| 5                           | Джакомо Бонавентура   | ЦП / ЛВ      | 22 серпня 1989 (вік 29 років)    | 2014              | 2020             | Аталанта        | €7,000,000     |          | 152      | 31       |
| 10                          | Хакан Чалханоглу      | АП / ЦП / ЛВ | 8 лютого 1994 (вік 25 років)     | 2017              | 2021             | Баєр 04         | €20,000,000    |          | 91       | 12       |
| 14                          | Тьємуе Бакайоко       | ОП / ЦП      | 17 серпня 1994 (вік 24 роки)     | 2018              | 2019             | Челсі           | €5,000,000     | Оренда   | 42       | 1        |
| 16                          | Андреа Бертолаччі     | ЦП           | 11 січня 1991 (вік 28 років)     | 2015              | 2019             | Рома            | €20,000,000    |          | 52       | 2        |
| 18                          | Ріккардо Монтоліво    | ОП / ЦП      | 18 січня 1985 (вік 34 роки)      | 2012              | 2019             | Фіорентіна      | Безкоштовно    |          | 158      | 10       |
| 21                          | Лукас Білья           | ОП / ЦП      | 30 січня 1986 (вік 33 роки)      | 2017              | 2020             | Лаціо           | €17,000,000    |          | 56       | 2        |
| 39                          | Лукас Пакета          | ЦП / АП      | 27 серпня 1997 (вік 21 рік)      | 2018              | 2023             | Фламенгу        | €35,000,000    |          | 17       | 1        |
| 79                          | Франк Кесс'є          | ЦП / ОП      | 19 грудня 1996 (вік 22 роки)     | 2017              | 2022             | Аталанта        | €28,000,000    |          | 96       | 12       |
| Нападники                   |                       |              |                                  |                   |                  |                 |                |          |          |          |
| 7                           | Саму Кастільєхо       | ПВ / ЛВ / ВН | 18 січня 1995 (вік 24 роки)      | 2018              | 2023             | Вільярреал      | €25,000,000    |          | 40       | 4        |
| 8                           | Сусо                  | ПВ / ВН      | 19 листопада 1993 (вік 25 років) | 2015              | 2022             | Ліверпуль       | €1,300,000     |          | 136      | 23       |
| 11                          | Фабіо Боріні          | ЛВ / ПВ / ВН | 29 березня 1991 (вік 28 років)   | 2017              | 2021             | Сандерленд      | €5,500,000     |          | 73       | 8        |
| 21                          | Кшиштоф Пйонтек       | ЦН           | 1 липня 1995 (вік 23 роки)       | 2019              | 2023             | Дженоа          | €35,000,000    |          | 21       | 11       |
| 63                          | Патрік Кутроне        | ЦН / ПВ      | 3 січня 1998 (вік 21 рік)        | 2017              | 2021             | Мілан Прімавера | Безкоштовно    | Академія | 90       | 27       |
| Гравці, що залишили команду |                       |              |                                  |                   |                  |                 |                |          |          |          |
| 7                           | Никола Калинич        | ЦН           | 5 січня 1988 (вік 30 років)      | 2017              | 2021             | Фіорентіна      | €27,500,000    | Оренда   | 41       | 6        |
| 9                           | Джанлука Лападула     | ЦН           | 7 лютого 1990 (вік 28 років)     | 2016              | 2021             | Пескара         | €9,000,000     |          | 29       | 8        |
| 9                           | Гонсало Ігуаїн        | ЦН           | 10 грудня 1987 (вік 30 років)    | 2018              | 2019             | Ювентус         | €18,000,000    | Оренда   | 22       | 8        |
| 15                          | Густаво Гомес         | ЦЗ           | 6 травня 1993 (вік 25 років)     | 2016              | 2021             | Ланус           | €8,500,000     |          | 20       | 0        |
| 19                          | Леонардо Бонуччі      | ЦЗ           | 1 травня 1987 (вік 31 рік)       | 2016              | 2021             | Ювентус         | €42,000,000    |          | 51       | 2        |
| 70                          | Карлос Бакка          | ЦН           | 8 вересня 1986 (вік 31 рік)      | 2015              | 2019             | Севілья         | €30,000,000    |          | 77       | 34       |
| Гравці, що пішли в оренду   |                       |              |                                  |                   |                  |                 |                |          |          |          |
| 9                           | Андре Сілва           | ЦН           | 6 листопада 1995 (вік 22 роки)   | 2017              | 2022             | Порту           | €38,000,000    |          | 40       | 10       |
| 73                          | Мануель Локателлі     | ОП / ЦП      | 8 січня 1998 (вік 20 років)      | 2016              | 2020             | Мілан Прімавера | Безкоштовно    | Академія | 63       | 2        |

## Трансфери

### Літнє трансферне вікно

#### Прийшли
| Дата                            | Поз.                 | #                    | Гравець              | Попередній клуб      | Ціна                 | Примітки                              | Джерела              |
| Повноцінні трансфери            | Повноцінні трансфери | Повноцінні трансфери | Повноцінні трансфери | Повноцінні трансфери | Повноцінні трансфери | Повноцінні трансфери                  | Повноцінні трансфери |
| ------------------------------- | -------------------- | -------------------- | -------------------- | -------------------- | -------------------- | ------------------------------------- | -------------------- |
| 2 березня 2018                  | ЗХ                   | 23                   | Іван Стринич         | Фіорентіна           | Безкоштовно          | Вільний агент                         | [ 15 ] [ 16 ] [ 17 ] |
| 16 березня 2018                 | ВР                   | 25                   | Пепе Рейна           | Наполі               | Безкоштовно          | Вільний агент                         | [ 15 ] [ 16 ] [ 17 ] |
| 7 червня 2018                   | НП                   | 11                   | Фабіо Боріні         | Сандерленд           | €5,500,000           | Викуп після попередньої оренди        | [ 18 ]               |
| 3 липня 2018                    | ПЗ                   | 77                   | Ален Халілович       | Гамбург              | Безкоштовно          | Вільний агент                         | [ 19 ]               |
| 4 липня 2018                    | ВР                   |                      | Лілло Гуарнері       | Стандард             | Не оголошено         | Перехід до складу Мілан Прімавери     | [ 20 ]               |
| 4 липня 2018                    | ПЗ                   |                      | Александро Каваньера | Стандард             | Не оголошено         | Перехід до складу Мілан Прімавери     | [ 20 ]               |
| 2 серпня 2018                   | ЗХ                   | 33                   | Маттіа Кальдара      | Ювентус              | €35,000,000          |                                       | [ 21 ]               |
| 17 серпня 2018                  | ЗХ                   | 93                   | Дієго Лаксальт       | Дженоа               | €14,000,000          | +€4,000,000 бонусів                   | [ 22 ]               |
| 17 серпня 2018                  | НП                   | 7                    | Саму Кастільєхо      | Вільярреал           | €25,000,000          |                                       | [ 23 ] [ 24 ]        |
| Гравці, що прийшли в оренду     |                      |                      |                      |                      |                      |                                       |                      |
| 2 серпня 2018                   | НП                   | 9                    | Гонсало Ігуаїн       | Ювентус              | €18,000,000          | Оренда з правом викупу за €36,000,000 | [ 21 ]               |
| 14 серпня 2018                  | ПЗ                   | 14                   | Тьємуе Бакайоко      | Челсі                | €5,000,000           | Оренда з правом викупу за €35,000,000 | [ 25 ]               |
| Гравці, що повернулися з оренди |                      |                      |                      |                      |                      |                                       |                      |
| 30 червня 2018                  | ВР                   | 35                   | Алессандро Пліццарі  | Тернана              |                      |                                       |                      |
| 30 червня 2018                  | ЗХ                   | 56                   | Стефан Сімич         | Кротоне              |                      |                                       |                      |
| 30 червня 2018                  | ПЗ                   | 16                   | Андреа Бертолаччі    | Дженоа               |                      |                                       |                      |

#### Пішли
| Дата                              | Поз.                 | #                    | Гравець               | Наступний клуб       | Ціна                 | Примітки                                          | Джерела              |
| Повноцінні трансфери              | Повноцінні трансфери | Повноцінні трансфери | Повноцінні трансфери  | Повноцінні трансфери | Повноцінні трансфери | Повноцінні трансфери                              | Повноцінні трансфери |
| --------------------------------- | -------------------- | -------------------- | --------------------- | -------------------- | -------------------- | ------------------------------------------------- | -------------------- |
| 1 липня 2018                      | ВР                   | 30                   | Марко Сторарі         | Завершив кар'єру     | Завершив кар'єру     | Завершив кар'єру                                  |                      |
| 1 липня 2018                      | ЗХ                   |                      | Марко Юдіца           | Крумеллезе           | Безкоштовно          | Вільний агент                                     |                      |
| 1 липня 2018                      | НП                   |                      | Ннамді Одуамаді       | Тирана               | Безкоштовно          | Вільний агент                                     | [ 26 ]               |
| 1 липня 2018                      | НП                   | 98                   | Хашим Мастур          | ПАС Ламія 1964       | Безкоштовно          | Вільний агент                                     | [ 27 ]               |
| 1 липня 2018                      | НП                   | 94                   | Мбай Ньянг            | Торіно               | €12,000,000          | Викуп після попередньої оренди                    |                      |
| 1 липня 2018                      | НП                   | 9                    | Джанлука Лападула     | Дженоа               | €11,000,000          | Викуп після попередньої оренди                    |                      |
| 1 липня 2018                      | НП                   |                      | Джанмарко Дзігоні     | Венеція              | €450,000             | Викуп після попередньої оренди                    |                      |
| 1 липня 2018                      | ПЗ                   |                      | Нікколо Дзанеллато    | Кротоне              | €300,000             | Викуп після попередньої оренди                    |                      |
| 1 липня 2018                      | НП                   |                      | Нетан Бернадес        | Завершив кар'єру     | Завершив кар'єру     | Завершив кар'єру                                  |                      |
| 2 серпня 2018                     | ЗХ                   | 19                   | Леонардо Бонуччі      | Ювентус              | €35,000,000          |                                                   |                      |
| 9 серпня 2018                     | НП                   | 7                    | Никола Калинич        | Атлетіко             | €14,500,000          |                                                   | [ 28 ]               |
| 9 серпня 2018                     | ПЗ                   |                      | Алессіо Б'янкі        | Лаціо                | Не оголошено         | Перехід зі складу Мілан Прімавери                 | [ 29 ]               |
| 10 серпня 2018                    | ЗХ                   |                      | Аксель Кампеоль       | Сампдорія            | Не оголошено         | Перехід зі складу Мілан Прімавери                 | [ 30 ]               |
| 11 серпня 2018                    | ЗХ                   | 31                   | Лука Антонеллі        | Емполі               | Безкоштовно          |                                                   | [ 31 ]               |
| 17 серпня 2018                    | НП                   | 70                   | Карлос Бакка          | Вільярреал           | €7,000,000           | Викуп після попередньої оренди                    | [ 32 ]               |
| 17 серпня 2018                    | ЗХ                   |                      | Джерсон Вергара       | Кальярі              | Не оголошено         |                                                   | [ 33 ]               |
| 17 серпня 2018                    | ВР                   |                      | Габріел               | Перуджа              | Безкоштовно          | Після повернення з попередньої оренди             | [ 34 ]               |
| 17 серпня 2018                    | ЗХ                   |                      | Моріс Спортеллі       | Торіно               | Не оголошено         | Перехід зі складу Мілан Прімавери                 | [ 35 ]               |
| 22 серпня 2018                    | ЗХ                   |                      | Маттія Корнаггія      | Ольтрепо-Вогера      | Не оголошено         | Після повернення з попередньої оренди             | [ 36 ]               |
| 24 серпня 2018                    | ПЗ                   |                      | Маттео Чіарпарен      | Чизерано             | Не оголошено         | Перехід зі складу Мілан Прімавери                 | [ 37 ]               |
| 31 серпня 2018                    | ПЗ                   |                      | Хуан Маурі            | Луккезе-Лібертас     | Не оголошено         |                                                   | [ 38 ]               |
| Гравці, що пішли в оренду         |                      |                      |                       |                      |                      |                                                   |                      |
| 31 липня 2018                     | ЗХ                   |                      | Джан Філіппо Фелічолі | Перуджа              | Безкоштовно          | Після повернення з попередньої оренди             | [ 39 ]               |
| 3 серпня 2018                     | ЗХ                   | 15                   | Густаво Гомес         | Палмейрас            | €1,500,000           | Оренда з правом викупу за €4,500,000              | [ 40 ]               |
| 10 серпня 2018                    | НП                   |                      | Рікардо Форте         | Пістойезе            | Безкоштовно          | Перехід зі складу Мілан Прімавери                 | [ 41 ]               |
| 10 серпня 2018                    | ЗХ                   |                      | Андрес Лламас         | Пістойезе            | Безкоштовно          | Перехід зі складу Мілан Прімавери                 | [ 41 ]               |
| 11 серпня 2018                    | НП                   | 9                    | Андре Сілва           | Севілья              | €4,000,000           | Оренда з правом викупу за €39,000,000             | [ 42 ]               |
| 13 серпня 2018                    | ПЗ                   | 73                   | Мануель Локателлі     | Сассуоло             | €2,000,000           | Оренда з обов'язковим викупом за €10,000,000      | [ 43 ]               |
| 17 серпня 2018                    | ПЗ                   |                      | Пшемислав Баргель     | Спеція               | Безкоштовно          | Перехід зі складу Мілан Прімавери                 | [ 44 ]               |
| 17 серпня 2018                    | ЗХ                   |                      | Габріеле Беллоді      | Ольбія               | Безкоштовно          | Перехід зі складу Мілан Прімавери                 | [ 45 ]               |
| 17 серпня 2018                    | ПЗ                   |                      | Емір Мураті           | Торіно               | Безкоштовно          | Перехід зі складу Мілан Прімавери                 | [ 46 ]               |
| 23 серпня 2018                    | ПЗ                   |                      | Томмазо Побега        | Тернана              | Безкоштовно          | Перехід зі складу Мілан Прімавери                 | [ 47 ]               |
| 24 серпня 2018                    | ВР                   |                      | Алессандро Гуарноне   | Матера               | Безкоштовно          | Перехід зі складу Мілан Прімавери                 | [ 48 ]               |
| 29 серпня 2018                    | НП                   |                      | Антоніо Фабоцці       | Фенеро               | Безкоштовно          | Після повернення з попередньої оренди             | [ 49 ]               |
| 30 серпня 2018                    | ВР                   |                      | Крістіан Кавальере    | Монца                | Безкоштовно          | Перехід зі складу Мілан Прімавери                 | [ 50 ]               |
| 31 серпня 2018                    | ПЗ                   |                      | Александро Каваньера  | Лугано               | Безкоштовно          | Перехід зі складу Мілан Прімавери                 | [ 51 ]               |
| 31 серпня 2018                    | НП                   |                      | Ісмет Сінані          | Юве Стабія           | Безкоштовно          | Перехід зі складу Мілан Прімавери                 | [ 52 ]               |
| 31 серпня 2018                    | ПЗ                   |                      | Маттео Габбія         | Луккезе-Лібертас     | Безкоштовно          | Перехід зі складу Мілан Прімавери                 | [ 53 ]               |
| 31 серпня 2018                    | ЗХ                   |                      | Едоардо Бруса         | Монца                | Безкоштовно          | Перехід зі складу Мілан Прімавери                 | [ 54 ]               |
| 31 серпня 2018                    | ПЗ                   |                      | Маттіа Ель Хілалі     | Матера               | Безкоштовно          | Перехід зі складу Мілан Прімавери                 | [ 55 ]               |
| 1 вересня 2018                    | НП                   |                      | Тьягу Діаш            | Брага                | Безкоштовно          | Перехід зі складу Мілан Прімавери з правом викупу | [ 56 ]               |
| Гравці, у яких завершилася оренда |                      |                      |                       |                      |                      |                                                   |                      |
| 30 червня 2018                    | НП                   |                      | Йорген Странд Ларсен  | Сарпсборг 08         | Безкоштовно          | Перехід зі складу Мілан Прімавери                 | [ 57 ]               |

### Зимове трансферне вікно

#### Прийшли
| Дата                        | Поз.                 | #                    | Гравець              | Попередній клуб      | Ціна                 | Примітки                          | Джерела              |
| Повноцінні трансфери        | Повноцінні трансфери | Повноцінні трансфери | Повноцінні трансфери | Повноцінні трансфери | Повноцінні трансфери | Повноцінні трансфери              | Повноцінні трансфери |
| --------------------------- | -------------------- | -------------------- | -------------------- | -------------------- | -------------------- | --------------------------------- | -------------------- |
| 10 жовтня 2018              | ПЗ                   | 39                   | Лукас Пакета         | Фламенгу             | €35,000,000          |                                   | [ 58 ] [ 59 ]        |
| 23 січня 2019               | НП                   | 19                   | Кшиштоф Пйонтек      | Дженоа               | €35,000,000          |                                   | [ 60 ]               |
| 26 січня 2019               | ЗХ                   |                      | Тьягу Джало          | Спортінг             | Не оголошено         | Перехід до складу Мілан Прімавери | [ 61 ]               |
| 28 січня 2019               | ЗХ                   |                      | Лірой Абанда         | Монако               | Безкоштовно          | Перехід до складу Мілан Прімавери | [ 62 ]               |
| 30 січня 2019               | ПЗ                   |                      | Нікос Мікеліс        | Астерас              | €400,000             | Перехід до складу Мілан Прімавери | [ 63 ]               |
| 1 лютого 2019               | ПЗ                   |                      | Джованні Роботті     | Алессандрія          | Не оголошено         | Перехід до складу Мілан Прімавери | [ 64 ]               |
| Гравці, що прийшли в оренду |                      |                      |                      |                      |                      |                                   |                      |
| 31 січня 2019               | ЗХ                   |                      | Рауль Белланова      | Жиронден де Бордо    | Не оголошено         | Перехід до складу Мілан Прімавери | [ 65 ]               |

#### Пішли
| Дата                              | Поз.                 | #                    | Гравець              | Наступний клуб       | Ціна                 | Примітки                              | Джерела              |
| Повноцінні трансфери              | Повноцінні трансфери | Повноцінні трансфери | Повноцінні трансфери | Повноцінні трансфери | Повноцінні трансфери | Повноцінні трансфери                  | Повноцінні трансфери |
| --------------------------------- | -------------------- | -------------------- | -------------------- | -------------------- | -------------------- | ------------------------------------- | -------------------- |
| 29 січня 2019                     | ПЗ                   |                      | Нікола Торчіо        | Брешія               | Не оголошено         | Перехід зі складу Мілан Прімавери     | [ 66 ]               |
| 29 січня 2019                     | НП                   |                      | Якопо Фінессі        | Падова               | Не оголошено         | Перехід зі складу Мілан Прімавери     | [ 67 ]               |
| 31 січня 2019                     | ЗХ                   |                      | Рауль Белланова      | Жиронден де Бордо    | €1,000,000           | Перехід зі складу Мілан Прімавери     | [ 65 ]               |
| 1 лютого 2019                     | ПЗ                   |                      | Серхіо Санчес Джоя   | Леганес              | Не оголошено         | Перехід зі складу Мілан Прімавери     | [ 68 ]               |
| 5 лютого 2019                     | ВР                   |                      | Алессандро Гуарноне  | К'яссо               | Не оголошено         | Після повернення з попередньої оренди | [ 69 ]               |
| 15 лютого 2019                    | ПЗ                   |                      | Маттіа Ель Хілалі    | К'яссо               | Не оголошено         | Після повернення з попередньої оренди | [ 70 ]               |
| Гравці, що пішли в оренду         |                      |                      |                      |                      |                      |                                       |                      |
| 24 січня 2019                     | ЗХ                   | 56                   | Стефан Сімич         | Фрозіноне            | Безкоштовно          |                                       | [ 71 ]               |
| 30 січня 2019                     | НП                   |                      | Вітторіо Віджоло     | Верона               | Безкоштовно          | Перехід зі складу Мілан Прімавери     | [ 72 ]               |
| 31 січня 2019                     | ПЗ                   | 77                   | Ален Халілович       | Стандард             | €600,000             | Оренда з правом викупу                | [ 73 ]               |
| Гравці, у яких завершилася оренда |                      |                      |                      |                      |                      |                                       |                      |
| 23 січня 2019                     | НП                   | 9                    | Гонсало Ігуаїн       | Ювентус              | Безкоштовно          | Дострокове завершення оренди          | [ 74 ] [ 75 ]        |

## Форма та спонсори
Форму на сезон розробила німецька компанія Puma, яка змінила компанію Adidas як технічного спонсора. Головним спонсором залишився авіаперевізник Emirates Airline. У 37-му турі чемпіонату, в домашньому матчі проти «Фрозіноне» «Мілан» зіграв у новій формі, розробленій на наступний сезон.
| Домашня | Виїзна | Запасна | Воротарська домашня | Воротарська виїзна | Воротарська запасна | Домашня · (у 37-му турі) | Воротарська · (у 37-му турі) |

## Сезон

### Серія А

#### Турнірна таблиця
| Поз | Команда        | І  | В  | Н  | П | ГЗ | ГП | РГ  | О  | Кваліфікація або пониження                    |
| --- | -------------- | -- | -- | -- | - | -- | -- | --- | -- | --------------------------------------------- |
| 1   | Ювентус        | 38 | 28 | 6  | 4 | 70 | 30 | +40 | 90 | Груповий етап Ліга чемпіонів УЄФА             |
| 2   | Наполі         | 38 | 24 | 7  | 7 | 74 | 36 | +38 | 79 | Груповий етап Ліга чемпіонів УЄФА             |
| 3   | Аталанта       | 38 | 20 | 9  | 9 | 77 | 46 | +31 | 69 | Груповий етап Ліга чемпіонів УЄФА             |
| 4   | Інтернаціонале | 38 | 20 | 9  | 9 | 57 | 33 | +24 | 69 | Груповий етап Ліга чемпіонів УЄФА             |
| 5   | Мілан          | 38 | 19 | 11 | 8 | 55 | 36 | +19 | 68 | Груповий етап Ліги Європи УЄФА                |
| 6   | Рома           | 38 | 18 | 12 | 8 | 66 | 48 | +18 | 66 | Другий кваліфікаційний раунд Ліги Європи УЄФА |

#### Статистика матчів
| Загалом | Загалом | Загалом | Загалом | Загалом | Загалом | Загалом | Загалом | Вдома | Вдома | Вдома | Вдома | Вдома | Вдома | На виїзді | На виїзді | На виїзді | На виїзді | На виїзді | На виїзді |
| І       | В       | Н       | П       | ГЗ      | ГП      | РГ      | О       | В     | Н     | П     | ГЗ    | ГП    | РГ    | В         | Н         | П         | ГЗ        | ГП        | РГ        |
| ------- | ------- | ------- | ------- | ------- | ------- | ------- | ------- | ----- | ----- | ----- | ----- | ----- | ----- | --------- | --------- | --------- | --------- | --------- | --------- |
| 38      | 19      | 11      | 8       | 55      | 36      | +19     | 68      | 12    | 4     | 3     | 31    | 17    | +14   | 7         | 7         | 5         | 24        | 19        | +5        |

Останнє оновлення: 26 травня 2019.

Джерело: Результати матчів

#### Підсумки за туром
| Тур       | 1 | 2  | 3  | 4  | 5  | 6  | 7  | 8  | 9  | 10 | 11 | 12 | 13 | 14 | 15 | 16 | 17 | 18 | 19 | 20 | 21 | 22 | 23 | 24 | 25 | 26 | 27 | 28 | 29 | 30 | 31 | 32 | 33 | 34 | 35 | 36 | 37 | 38 |
| --------- | - | -- | -- | -- | -- | -- | -- | -- | -- | -- | -- | -- | -- | -- | -- | -- | -- | -- | -- | -- | -- | -- | -- | -- | -- | -- | -- | -- | -- | -- | -- | -- | -- | -- | -- | -- | -- | -- |
| Поле      | Д | Г  | Д  | Г  | Д  | Г  | Г  | Д  | Г  | Д  | Г  | Д  | Г  | Д  | Д  | Г  | Д  | Г  | Д  | Г  | Д  | Г  | Д  | Г  | Д  | Д  | Г  | Д  | Г  | Д  | Г  | Д  | Г  | Г  | Д  | Г  | Д  | Г  |
| Результат | В | П  | В  | Н  | Н  | Н  | В  | В  | П  | В  | В  | П  | Н  | В  | Н  | Н  | П  | Н  | В  | В  | Н  | Н  | В  | В  | В  | В  | В  | П  | П  | Н  | П  | В  | Н  | П  | В  | В  | В  | В  |
| Місце     | 4 | 17 | 14 | 14 | 12 | 13 | 11 | 10 | 12 | 5  | 4  | 5  | 5  | 4  | 4  | 4  | 5  | 6  | 5  | 4  | 4  | 4  | 4  | 4  | 4  | 3  | 3  | 4  | 4  | 4  | 4  | 4  | 4  | 7  | 5  | 5  | 5  | 5  |

#### Матчі
| 2 тур 25.08.2018 | «Наполі»                                                   | 3 — 2    | «Мілан»                                            | Неаполь                                                  |  |
| 20:30 CEST       | Інсіньє 30' Зелінський 53', 67' Мертенс 80' Кулібалі 90+2' | Протокол | Бонавентура 15' Сусо 31' Калабрія 49' Родрігес 66' | Стадіон: «Сан-Паоло» Глядачі: 34,474 Суддя: Паоло Валері |  |

| 3 тур 31.08.2018 | «Мілан»                  | 2 — 1    | «Рома»                               | Мілан                                                  |  |
| 20:30 CEST       | Кесс'є 40' Кутроне 90+5' | Протокол | Фасіо 59' Крістанте 77' Де Россі 88' | Стадіон: «Сан-Сіро» Глядачі: 57,789 Суддя: Марко Гвіда |  |

| 4 тур 16.09.2018 | «Кальярі»              | 1 — 1    | «Мілан»                 | Кальярі                                                         |  |
| 20:30 CEST       | Жуан Педро 4' Срна 71' | Протокол | Ігуаїн 55' Кесс'є 90+1' | Стадіон: «Сарденья Арена» Глядачі: 16,201 Суддя: Розаріо Абіссо |  |

| 5 тур 23.09.2018 | «Мілан»                                    | 2 — 2    | «Аталанта»                 | Мілан                                                     |  |
| 18:00 CEST       | Ігуаїн 2' 65' Калабрія 51' Бонавентура 61' | Протокол | Гомес 54' 78' Рігоні 90+1' | Стадіон: «Сан-Сіро» Глядачі: 51,684 Суддя: Даніеле Довері |  |

| 6 тур 27.09.2018 | «Емполі»                                 | 1 — 1    | «Мілан»                                      | Емполі                                                                   |  |
| 21:00 CEST       | Маєтта 53' Капецці 55' Капуто 71' (пен.) | Протокол | Капецці 10' (аг) Калабрія 45+1' Лаксальт 84' | Стадіон: «Стадіо Карло Кастеллані» Глядачі: 13,890 Суддя: Мікаель Фаббрі |  |

| 7 тур 30.09.2018 | «Сассуоло»               | 1 — 4    | «Мілан»                                             | Сассуоло                                                                               |  |
| 20:30 CEST       | Джуричич 68' Рожеріо 70' | Протокол | Білья 17' Кесс'є 39' Сусо 50', 90+4' Кастільєхо 60' | Стадіон: «Стадіо Мапеі - Чітта дель Тріколоре» Глядачі: 16,795 Суддя: П'єро Джакомеллі |  |

| 8 тур 07.10.2018 | «Мілан»                             | 3 — 1    | «К'єво»                 | Мілан                                                           |  |
| 15:00 CEST       | Ігуаїн 27', 34' 69' Бонавентура 56' | Протокол | Барба 62' Пелліссьє 63' | Стадіон: «Сан-Сіро» Глядачі: 48,088 Суддя: Джанпаоло Кальварезе |  |

| 9 тур 21.10.2018 | «Інтернаціонале»                       | 1 — 0    | «Мілан»                                                         | Мілан                                                  |  |
| 15:00 CEST       | Політано 75' Ікарді 90+2' Бальде 90+5' | Протокол | Білья 20' Чалханоглу 44' Калабрія 45+2' Сусо 61' Бакайоко 90+1' | Стадіон: «Сан-Сіро» Глядачі: 78,725 Суддя: Марко Гвіда |  |

| 10 тур 28.10.2018 | «Мілан»                                                               | 3 — 2    | «Сампдорія»                                       | Мілан                                                    |  |
| 18:00 CET         | Кутроне 17' Ігуаїн 36' Сусо 62' Абате 80' Кесс'є 82' Романьйолі 90+2' | Протокол | Сапонара 21' Лінетти 24' Квальярелла 31' Сала 60' | Стадіон: «Сан-Сіро» Глядачі: 47,347 Суддя: Фабіо Мареска |  |

| 1 тур 31.10.2018 | «Мілан»                                          | 2 — 1    | «Дженоа»                                   | Мілан                                                      |  |
| 20:30 CET        | Сусо 4' Кесс'є 50' Родрігес 83' Романьйолі 90+1' | Протокол | Крішито 43' Романьйолі 56' (аг) Велозу 80' | Стадіон: «Сан-Сіро» Глядачі: 46,720 Суддя: Фабріціо Паскуа |  |

| 11 тур 04.11.2018 | «Удінезе»                                            | 0 — 1    | «Мілан»                                      | Удіне                                                          |  |
| 20:30 CET         | Самір 28' Трост-Еконг 64' Пуссетто 71' Нейтінк 90+5' | Протокол | Кесс'є 48' Сапата 68' Романьйолі 90+7' 90+8' | Стадіон: «Стадіо Фріулі» Глядачі: 23,540 Суддя: Марко Ді Белло |  |

| 12 тур 11.11.2018 | «Мілан»                                | 0 — 2    | «Ювентус»                            | Мілан                                                      |  |
| 20:30 CET         | Бакайоко 61' Ігуаїн 83' 83' Боріні 87' | Протокол | Манджукич 8' Бенатія 34' Роналду 81' | Стадіон: «Сан-Сіро» Глядачі: 74,729 Суддя: Паоло Мадзолені |  |

| 13 тур 25.11.2018 | «Лаціо»                           | 1 — 1    | «Мілан»                        | Рим                                                          |  |
| 18:00 CET         | Милинкович-Савич 33' Корреа 90+4' | Протокол | Воллес 78' (аг) Доннарумма 87' | Стадіон: «Стадіо Олімпіко» Глядачі: 38,269 Суддя: Лука Банті |  |

| 14 тур 02.12.2018 | «Мілан»                                                   | 2 — 1    | «Парма»                              | Мілан                                                           |  |
| 12:30 CET         | Кутроне 55' Боріні 70' Кесс'є 71' (пен.) Кастільєхо 90+6' | Протокол | Інглезе 49' Бьябьяні 61' Якопоні 72' | Стадіон: «Сан-Сіро» Глядачі: 53,275 Суддя: Джанпаоло Кальварезе |  |

| 15 тур 09.12.2018 | «Мілан»             | 0 — 0    | «Торіно»                        | Мілан                                                     |  |
| 20:30 CET         | Абате 8' Сапата 39' | Протокол | Н'Кулу 16' Іццо 39' Базеллі 70' | Стадіон: «Сан-Сіро» Глядачі: 44,572 Суддя: Даніеле Орсато |  |

| 16 тур 18.12.2018 | «Болонья»                  | 0 — 0    | «Мілан»                                                    | Болонья                                                         |  |
| 20:30 CET         | Сантандер 42' Геландер 84' | Протокол | Калабрія 40' Бакайоко 73', 76' Кесс'є 83' Романьйолі 90+4' | Стадіон: «Ренато Даль'Ара» Глядачі: 22,214 Суддя: Фабіо Мареска |  |

| 17 тур 22.12.2018 | «Мілан»                                | 0 — 1    | «Фіорентіна»                                     | Мілан                                                       |  |
| 15:00 CET         | Сусо 77' Романьйолі 78' Лаксальт 90+3' | Протокол | Песселья 32' Уго 42' Фернандеш 62' К'єза 73' 74' | Стадіон: «Сан-Сіро» Глядачі: 52,592 Суддя: Фабріціо Маріані |  |

| 18 тур 26.12.2018 | «Фрозіноне»               | 0 — 0    | «Мілан»        | Фрозіноне                                                           |  |
| 12:30 CET         | Гільйоне 41' Крізетіг 54' | Протокол | Доннарумма 40' | Стадіон: «Стадіон Беніто Стірпе» Глядачі: 15,217 Суддя: Марко Гвіда |  |

| 19 тур 29.12.2018 | «Мілан»                                                | 2 — 1    | «СПАЛ»                                  | Мілан                                                     |  |
| 20:30 CET         | Кастільєхо 16' 56' Ігуаїн 64' Сапата 73' Сусо 79', 89' | Протокол | Петанья 13' Куртич 51' Ск'яттарелла 70' | Стадіон: «Сан-Сіро» Глядачі: 48,070 Суддя: Розаріо Абіссо |  |

| 20 тур 21.01.2019 | «Дженоа»                           | 0 — 2    | «Мілан»                                         | Генуя                                                                   |  |
| 20:30 CET         | Ромеро 41' Ролон 70' Зуканович 77' | Протокол | Боріні 8' 72' Кутроне 45+1' Пакета 58' Сусо 83' | Стадіон: «Стадіо Луїджі Ферраріс» Глядачі: 19,794 Суддя: Даніеле Орсато |  |

| 21 тур 26.01.2019 | «Мілан»     | 0 — 0    | «Наполі»                     | Мілан                                                     |  |
| 20:30 CET         | Кутроне 17' | Протокол | Руїс 18', 90+3' Альбіоль 86' | Стадіон: «Сан-Сіро» Глядачі: 56,729 Суддя: Даніеле Довері |  |

| 22 тур 03.02.2019 | «Рома»                                                    | 1 — 1    | «Мілан»                                    | Рим                                                             |  |
| 20:30 CET         | Манолас 18' Дзаніоло 21' 46' Пеллегріні 63' Коларов 90+3' | Протокол | Пйонтек 26' Сусо 40' Пакета 53' Кесс'є 72' | Стадіон: «Стадіо Олімпіко» Глядачі: 37,581 Суддя: Фабіо Мареска |  |

| 23 тур 10.02.2019 | «Мілан»                                    | 3 — 0    | «Кальярі»  | Мілан                                                        |  |
| 20:30 CET         | Чеппітеллі 13' (аг) Пакета 22' Пйонтек 62' | Протокол | Фараго 75' | Стадіон: «Сан-Сіро» Глядачі: 45,576 Суддя: Федеріко Ла Пенна |  |

| 24 тур 16.02.2019 | «Аталанта»             | 1 — 3    | «Мілан»                                                 | Бергамо                                                                       |  |
| 20:30 CET         | де Рон 18' Фройлер 33' | Протокол | Сусо 27' Пйонтек 45+1', 61' Чалханоглу 55' Родрігес 89' | Стадіон: «Стадіо Атлеті Адзуррі д'Італія» Глядачі: 20,801 Суддя: Фабіо Паскуа |  |

| 25 тур 22.02.2019 | «Мілан»                                              | 3 — 0    | «Емполі»       | Мілан                                                       |  |
| 20:30 CET         | Пйонтек 49' Кесс'є 51' Кастільєхо 67' Чалханоглу 71' | Протокол | Ді Лоренцо 55' | Стадіон: «Сан-Сіро» Глядачі: 47,866 Суддя: П'єро Джакомеллі |  |

| 26 тур 02.03.2019 | «Мілан»                                                | 1 — 0    | «Сассуоло»   | Мілан                                                   |  |
| 18:00 CET         | Лірола 35' (аг) Бакайоко 37' Пакета 51' Родрігес 90+2' | Протокол | Консільї 64' | Стадіон: «Сан-Сіро» Глядачі: 61,462 Суддя: Паоло Валері |  |

| 27 тур 09.03.2019 | «К'єво»                                         | 1 — 2    | «Мілан»                         | Верона                                                                       |  |
| 20:30 CET         | Гетемай 41' 90+5' Джаккеріні 60' Соррентіно 71' | Протокол | Білья 31' Конті 52' Пйонтек 57' | Стадіон: «Стадіо Маркантоніо Бентегоді» Глядачі: 26,500 Суддя: Лука Пайретто |  |

| 28 тур 17.03.2019 | «Мілан»                                                                  | 2 — 3    | «Інтернаціонале»                                                            | Мілан                                                  |  |
| 20:30 CET         | Родрігес 32' Бакайоко 57' Романьйолі 66' Мусаккіо 71' Сусо 80' Конті 89' | Протокол | Весіно 3' 79' Брозович 14' де Врей 51' Мартінес 57' (пен.) Гальярдіні 90+3' | Стадіон: «Сан-Сіро» Глядачі: 77,749 Суддя: Марко Гвіда |  |

| 29 тур 30.03.2019 | «Сампдорія»                    | 1 — 0    | «Мілан»                                             | Генуя                                                                   |  |
| 20:30 CET         | Дефрель 1' Вієйра 37' Прат 86' | Протокол | Сусо 15' Кастільєхо 25' Бакайоко 65' Мусаккіо 90+1' | Стадіон: «Стадіо Луїджі Ферраріс» Глядачі: 23,475 Суддя: Даніеле Орсато |  |

| 30 тур 02.04.2019 | «Мілан»     | 1 — 1    | «Удінезе»   | Мілан                                                 |  |
| 19:00 CEST        | Пйонтек 44' | Протокол | Лазанья 65' | Стадіон: «Сан-Сіро» Глядачі: 49,665 Суддя: Лука Банті |  |

| 31 тур 06.04.2019 | «Ювентус»                                               | 2 — 1    | «Мілан»                                 | Турин                                                            |  |
| 18:00 CEST        | Бернардескі 41' Дибала 60' (пен.) Кен 84' Манджукич 86' | Протокол | Пйонтек 39' Мусаккіо 59' Чалханоглу 77' | Стадіон: «Ювентус Стедіум» Глядачі: 40,057 Суддя: Мікаель Фаббрі |  |

| 32 тур 13.04.2019 | «Мілан»                        | 1 — 0    | «Лаціо»                | Мілан                                                     |  |
| 20:30 CEST        | Кесс'є 79' (пен.) Сапата 90+5' | Протокол | Ромуло 9' Альберто 85' | Стадіон: «Сан-Сіро» Глядачі: 61,216 Суддя: Джанлука Роккі |  |

| 33 тур 20.04.2019 | «Парма»   | 1 — 1    | «Мілан»                  | Парма                                                        |  |
| 12:30 CEST        | Алвеш 87' | Протокол | Кастільєхо 69' Білья 83' | Стадіон: «Енніо Тардіні» Глядачі: 20,018 Суддя: Паоло Валері |  |

| 34 тур 28.04.2019 | «Торіно»                                                  | 2 — 0    | «Мілан»                                                                    | Турин                                                              |  |
| 20:30 CEST        | Белотті 58' (пен.) Моретті 85' Беренгер 65' Паріджіні 83' | Протокол | Сусо 8' Конті 13' Пакета 16' Романьйолі 77', 82' Доннарумма 81' Кесс'є 83' | Стадіон: «Олімпійський стадіон» Глядачі: 26,476 Суддя: Марко Гвіда |  |

| 35 тур 06.05.2019 | «Мілан»                                          | 2 — 1    | «Болонья»                                                                    | Мілан                                                     |  |
| 20:30 CEST        | Сусо 37' Боріні 67' Пакета 74', 75' Кесс'є 90+6' | Протокол | Полі 44' Сансоне 57', 90+6' Калабрезі 65' Дестро 72' Пульгар 75' Дійкс 90+7' | Стадіон: «Сан-Сіро» Глядачі: 51,472 Суддя: Марко Ді Белло |  |

| 36 тур 11.05.2019 | «Фіорентіна»           | 0 — 1    | «Мілан»                       | Флоренція                                                                 |  |
| 20:30 CEST        | Бірагі 34' Лауріні 67' | Протокол | Чалханоглу 36' Доннарумма 79' | Стадіон: «Стадіо Луїджі Ферраріс» Глядачі: 33,250 Суддя: Мауріціо Маріані |  |

| 37 тур 19.05.2019 | «Мілан»                        | 2 — 0    | «Фрозіноне» | Мілан                                                           |  |
| 18:00 CEST        | Абате 49' Пйонтек 57' Сусо 66' | Протокол |             | Стадіон: «Сан-Сіро» Глядачі: 61,765 Суддя: Джанлука Манджаньєло |  |

| 38 тур 26.05.2019 | «СПАЛ»                                       | 2 — 3    | «Мілан»                                                      | Феррара                                                    |  |
| 20:30 CEST        | Вікарі 28' Боніфаці 36' Фарес 53' Цьонек 65' | Протокол | Чалханоглу 18' Кесс'є 23', 66' (пен.) Абате 27' Бакайоко 81' | Стадіон: «Паоло Мацца» Глядачі: 16,134 Суддя: Паоло Валері |  |

### Кубок Італії
| 1/8 фіналу 12.01.2019 | «Сампдорія»          | 0 — 2 (д.ч.) | «Мілан»                                    | Генуя                                                                    |  |
| 18:00 CET             | Рамірес 24' Прат 68' | Протокол     | Родрігес 32' Кесс'є 57' Кутроне 102', 108' | Стадіон: «Стадіо Луїджі Ферраріс» Глядачі: 14,854 Суддя: Фабріціо Паскуа |  |

| Чвертьфінал 29.01.2019 | «Мілан»          | 2 — 0    | «Наполі»                           | Мілан                                                       |  |
| 20:45 CET              | Пйонтек 11', 27' | Протокол | Малькюї 29' Мілік 35' Кулібалі 40' | Стадіон: «Сан-Сіро» Глядачі: 22,289 Суддя: П'єро Джакомеллі |  |

| Півфінал (1-ий матч) 26.02.2019 | «Лаціо»               | 0 — 0    | «Мілан»                                    | Рим                                                              |  |
| 21:00 CET                       | Пароло 35' Патріс 78' | Протокол | Романьйолі 44' Калабрія 78' Доннарумма 80' | Стадіон: «Стадіо Олімпіко» Глядачі: 31,235 Суддя: Даніеле Орсато |  |

| Півфінал (2-ий матч) 24.04.2019 | «Мілан»                   | 0 — 1 (0 — 1 заг.) | «Лаціо»                                | Мілан                                                      |  |
| 20:45 CEST                      | Мусаккіо 70' Бакайоко 79' | Протокол           | Луїс Феліпе 37' Корреа 58' Кайседо 78' | Стадіон: «Сан-Сіро» Глядачі: 61,045 Суддя: Паоло Мадзолені |  |

### Суперкубок Італії
| Фінал 16.01.2019 | «Ювентус»                                      | 1 — 0    | «Мілан»                                                                             | Джидда                                                                  |  |
| 18:30 CET        | Сандро 26' П'янич 44' Роналду 61' Дибала 90+4' | Протокол | Чалханоглу 21' Кастільєхо 45+2' Кесс'є 74' Романьйолі 74' Калабрія 82' Родрігес 87' | Стадіон: «Король Абдалла Спортс Сіті» Глядачі: 61,235 Суддя: Лука Банті |  |

### Ліга Європи

#### Груповий етап
| Поз | Команда      | І | В | Н | П | ГЗ | ГП | РГ  | О  | Кваліфікація     |     | БЕТ | ОЛІ | МІЛ | ДЮД |
| --- | ------------ | - | - | - | - | -- | -- | --- | -- | ---------------- | --- | --- | --- | --- | --- |
| 1   | Реал Бетіс   | 6 | 3 | 3 | 0 | 7  | 2  | +5  | 12 | Вихід до плей-оф |     | —   | 1–0 | 1–1 | 3–0 |
| 2   | Олімпіакос   | 6 | 3 | 1 | 2 | 11 | 6  | +5  | 10 | Вихід до плей-оф |     | 0–0 | —   | 3–1 | 5–1 |
| 3   | Мілан        | 6 | 3 | 1 | 2 | 12 | 9  | +3  | 10 |                  |     | 1–2 | 3–1 | —   | 5–2 |
| 4   | Ф91 Дюделанж | 6 | 0 | 1 | 5 | 3  | 16 | −13 | 1  |                  | 0–0 | 0–2 | 0–1 | —   |     |

1. 1 2  Різниця голів у всіх матчах у групі: Олімпіакос +5, Мілан +3.

| 1 тур 20.09.2018 | «Ф91 Дюделанж»         | 0 — 1    | «Мілан»                             | Люксембург                                                     |  |
| 21:00 CEST       | Премпех 56' Мальже 58' | Протокол | Абате 11' Романьйолі 39' Ігуаїн 59' | Стадіон: «Жозі Бартель» Глядачі: 7,983 Суддя: Срджан Йованович |  |

| 2 тур 04.10.2018 | «Мілан»                                    | 3 — 1    | «Олімпіакос» | Мілан                                                   |  |
| 18:55 CEST       | Чалханоглу 56' Кутроне 70', 79' Ігуаїн 76' | Протокол | Герреро 14'  | Стадіон: «Сан-Сіро» Глядачі: 22,294 Суддя: Боббі Медден |  |

| 3 тур 25.10.2018 | «Мілан»                                                  | 1 — 2    | «Реал Бетіс»                                           | Мілан                                                  |  |
| 18:55 CEST       | Романьйолі 31' Ігуаїн 45+1' Кутроне 83' Кастільєхо 90+4' | Протокол | Санабрія 30' Каналес 45+2' Ло Сельсо 55' 80' Лопес 86' | Стадіон: «Сан-Сіро» Глядачі: 22,405 Суддя: Бас Нейгейс |  |

| 4 тур 08.11.2018 | «Реал Бетіс»                  | 1 — 1    | «Мілан»                                                          | Севілья                                                                  |  |
| 21:00 CET        | Ло Сельсо 12' 61' Феддаль 45' | Протокол | Сусо 62' Родрігес 73' Мусаккіо 78' Бакайоко 88' Бертолаччі 90+4' | Стадіон: «Естадіо Беніто Вільямарін» Глядачі: 45,647 Суддя: Крейг Поусон |  |

| 5 тур 29.11.2018 | «Мілан»                                                                           | 5 — 2    | «Ф91 Дюделанж»                             | Мілан                                                           |  |
| 18:55 CET        | Кутроне 21' Сапата 59' Штелвіу 66' (аг) Чалханоглу 70' Шнелль 78' (аг) Боріні 81' | Протокол | Штольц 19' 39' Тюрпель 49' 72' Меліссе 87' | Стадіон: «Сан-Сіро» Глядачі: 15,521 Суддя: Владислав Безбородов |  |

| 6 тур 13.12.2018 | «Олімпіакос»                                                                        | 3 — 1    | «Мілан»                                                    | Пірей                                                                |  |
| 21:00 CET        | Кутріс 41' Сіссе 44' 60' Сапата 70' (аг) Камара 73' Фортуніс 81' (пен.) Герреро 90' | Протокол | Чалханоглу 13' Бакайоко 43' Рейна 53' Сапата 72' Абате 80' | Стадіон: «Георгіос Караїскакіс» Глядачі: 31,010 Суддя: Бенуа Бастьєн |  |

## Статистика

### Статистика сезону
| Турнір            | Очки | Вдома | Вдома | Вдома | Вдома | Вдома | Вдома | На виїзді | На виїзді | На виїзді | На виїзді | На виїзді | На виїзді | Загалом | Загалом | Загалом | Загалом | Загалом | Загалом | РГ  |
| Турнір            | Очки | І     | В     | Н     | П     | ГЗ    | ГП    | І         | В         | Н         | П         | ГЗ        | ГП        | І       | В       | Н       | П       | ГЗ      | ГП      | РГ  |
| ----------------- | ---- | ----- | ----- | ----- | ----- | ----- | ----- | --------- | --------- | --------- | --------- | --------- | --------- | ------- | ------- | ------- | ------- | ------- | ------- | --- |
| Серія A           | 68   | 19    | 12    | 4     | 3     | 31    | 17    | 19        | 7         | 7         | 5         | 24        | 19        | 38      | 19      | 11      | 8       | 55      | 36      | +19 |
| Кубок Італії      | -    | 2     | 1     | 0     | 1     | 2     | 1     | 2         | 1         | 1         | 0         | 2         | 0         | 4       | 2       | 1       | 1       | 4       | 1       | +3  |
| Ліга Європи УЄФА  | 10   | 3     | 2     | 0     | 1     | 9     | 5     | 3         | 1         | 1         | 1         | 3         | 4         | 6       | 3       | 1       | 2       | 12      | 9       | +3  |
| Суперкубок Італії | -    | -     | -     | -     | -     | -     | -     | -         | -         | -         | -         | -         | -         | 1       | 0       | 0       | 1       | 0       | 1       | -1  |
| Загалом           | -    | 24    | 15    | 4     | 5     | 42    | 23    | 24        | 9         | 9         | 6         | 29        | 23        | 49      | 24      | 13      | 12      | 71      | 47      | +24 |

### Матчі та голи
| №.                          | Поз.     | Нац.        | Гравець               | Всього   | Всього   | Серія А  | Серія А  | Кубок Італії | Кубок Італії | Суперкубок Італії | Суперкубок Італії | Ліга чемпіонів УЄФА | Ліга чемпіонів УЄФА |          |          |
| №.                          | Поз.     | Нац.        | Гравець               | Ігор     | Голів    | Ігор     | Голів    | Ігор         | Голів        | Ігор              | Голів             | Ігор                | Голів               |          |          |
| Воротарі                    | Воротарі | Воротарі    | Воротарі              | Воротарі | Воротарі | Воротарі | Воротарі | Воротарі     | Воротарі     | Воротарі          | Воротарі          | Воротарі            | Воротарі            | Воротарі | Воротарі |
| --------------------------- | -------- | ----------- | --------------------- | -------- | -------- | -------- | -------- | ------------ | ------------ | ----------------- | ----------------- | ------------------- | ------------------- | -------- | -------- |
| 25                          | ВР       | Іспанія     | Пепе Рейна            | 12       | -15      | 2+2      | -5       | 2            | -1           | 0                 | 0                 | 6                   | -9                  |          |          |
| 99                          | ВР       | Італія      | Джанлуїджі Доннарумма | 39       | -32      | 36       | -31      | 2            | 0            | 1                 | -1                | 0                   | 0                   |          |          |
| Захисники                   |          |             |                       |          |          |          |          |              |              |                   |                   |                     |                     |          |          |
| 2                           | ЗХ       | Італія      | Давіде Калабрія       | 33       | 1        | 22+4     | 1        | 2            | 0            | 1                 | 0                 | 4                   | 0                   |          |          |
| 12                          | ЗХ       | Італія      | Андреа Конті          | 15       | 0        | 4+8      | 0        | 0+2          | 0            | 0+1               | 0                 | 0                   | 0                   |          |          |
| 13                          | ЗХ       | Італія      | Алессіо Романьйолі    | 41       | 2        | 32       | 2        | 4            | 0            | 1                 | 0                 | 3+1                 | 0                   |          |          |
| 17                          | ЗХ       | Колумбія    | Крістіан Сапата       | 20       | 1        | 12+1     | 0        | 1            | 0            | 1                 | 0                 | 5                   | 1                   |          |          |
| 20                          | ЗХ       | Італія      | Іньяціо Абате         | 24       | 0        | 15+4     | 0        | 2            | 0            | 0                 | 0                 | 2+1                 | 0                   |          |          |
| 22                          | ЗХ       | Аргентина   | Матео Мусаккіо        | 33       | 1        | 29       | 1        | 3            | 0            | 0                 | 0                 | 1                   | 0                   |          |          |
| 33                          | ЗХ       | Італія      | Маттіа Кальдара       | 2        | 0        | 0        | 0        | 1            | 0            | 0                 | 0                 | 1                   | 0                   |          |          |
| 68                          | ЗХ       | Швейцарія   | Рікардо Родрігес      | 40       | 1        | 35       | 1        | 1+1          | 0            | 0                 | 0                 | 3                   | 0                   |          |          |
| 93                          | ЗХ       | Уругвай     | Дієго Лаксальт        | 29       | 0        | 6+14     | 0        | 3+1          | 0            | 0                 | 0                 | 5                   | 0                   |          |          |
| Півзахисники                |          |             |                       |          |          |          |          |              |              |                   |                   |                     |                     |          |          |
| 4                           | ПЗ       | Італія      | Хосе Маурі            | 7        | 0        | 2+3      | 0        | 0            | 0            | 0                 | 0                 | 1+1                 | 0                   |          |          |
| 5                           | ПЗ       | Італія      | Джакомо Бонавентура   | 10       | 3        | 8        | 3        | 0            | 0            | 0                 | 0                 | 2                   | 0                   |          |          |
| 10                          | ПЗ       | Туреччина   | Хакан Чалханоглу      | 46       | 4        | 34+2     | 3        | 1+3          | 0            | 1                 | 0                 | 3+2                 | 1                   |          |          |
| 14                          | ПЗ       | Франція     | Тьємуе Бакайоко       | 42       | 1        | 26+5     | 1        | 4            | 0            | 1                 | 0                 | 6                   | 0                   |          |          |
| 16                          | ПЗ       | Італія      | Андреа Бертолаччі     | 4        | 0        | 0        | 0        | 0            | 0            | 0                 | 0                 | 2+2                 | 0                   |          |          |
| 21                          | ПЗ       | Аргентина   | Лукас Білья           | 19       | 1        | 13+3     | 1        | 0+1          | 0            | 0                 | 0                 | 2                   | 0                   |          |          |
| 39                          | ПЗ       | Бразилія    | Лукас Пакета          | 17       | 1        | 12+1     | 1        | 3            | 0            | 1                 | 0                 | 0                   | 0                   |          |          |
| 79                          | ПЗ       | Кот-д'Івуар | Франк Кесс'є          | 42       | 7        | 34       | 7        | 4            | 0            | 1                 | 0                 | 2+1                 | 0                   |          |          |
| Нападники                   |          |             |                       |          |          |          |          |              |              |                   |                   |                     |                     |          |          |
| 7                           | НП       | Іспанія     | Саму Кастільєхо       | 39       | 4        | 8+23     | 4        | 2+1          | 0            | 1                 | 0                 | 4                   | 0                   |          |          |
| 8                           | НП       | Іспанія     | Сусо                  | 42       | 8        | 35       | 7        | 3            | 0            | 0                 | 0                 | 2+2                 | 1                   |          |          |
| 11                          | НП       | Італія      | Фабіо Боріні          | 29       | 3        | 10+10    | 2        | 2+1          | 0            | 0+1               | 0                 | 3+2                 | 1                   |          |          |
| 19                          | НП       | Польща      | Кшиштоф Пйонтек       | 21       | 11       | 16+2     | 9        | 3            | 2            | 0                 | 0                 | 0                   | 0                   |          |          |
| 63                          | НП       | Італія      | Патрік Кутроне        | 43       | 9        | 13+21    | 3        | 0+3          | 2            | 1                 | 0                 | 3+2                 | 4                   |          |          |
| Гравці, що залишили команду |          |             |                       |          |          |          |          |              |              |                   |                   |                     |                     |          |          |
| 9                           | НП       | Аргентина   | Гонсало Ігуаїн        | 22       | 8        | 15       | 6        | 1            | 0            | 0+1               | 0                 | 5                   | 2                   |          |          |
| 56                          | ЗХ       | Чехія       | Стефан Сімич          | 1        | 0        | 0        | 0        | 0            | 0            | 0                 | 0                 | 1                   | 0                   |          |          |
| 77                          | НП       | Хорватія    | Ален Халілович        | 3        | 0        | 0        | 0        | 0            | 0            | 0                 | 0                 | 1+2                 | 0                   |          |          |

Джерело: Матчі сезону

### Бомбардири
| №       | Позиція | Номер   | Гравець             | Серія А | Кубок Італії | Суперкубок Італії | Ліга Європи УЄФА | Загалом |
| ------- | ------- | ------- | ------------------- | ------- | ------------ | ----------------- | ---------------- | ------- |
| 1       | НП      | 19      | Кшиштоф Пйонтек     | 9       | 2            | 0                 | 0                | 11      |
| 2       | НП      | 63      | Патрік Кутроне      | 3       | 2            | 0                 | 4                | 9       |
| 3       | НП      | 9       | Гонсало Ігуаїн      | 6       | 0            | 0                 | 2                | 8       |
| 3       | НП      | 8       | Сусо                | 7       | 0            | 0                 | 1                | 8       |
| 5       | ПЗ      | 79      | Франк Кесс'є        | 7       | 0            | 0                 | 0                | 7       |
| 6       | НП      | 7       | Саму Кастільєхо     | 4       | 0            | 0                 | 0                | 4       |
| 6       | ПЗ      | 10      | Хакан Чалханоглу    | 3       | 0            | 0                 | 1                | 4       |
| 8       | ПЗ      | 5       | Джакомо Бонавентура | 3       | 0            | 0                 | 0                | 3       |
| 8       | НП      | 11      | Фабіо Боріні        | 2       | 0            | 0                 | 1                | 3       |
| 10      | ЗХ      | 13      | Алессіо Романьйолі  | 2       | 0            | 0                 | 0                | 2       |
| 11      | ЗХ      | 2       | Давіде Калабрія     | 1       | 0            | 0                 | 0                | 1       |
| 11      | ЗХ      | 17      | Крістіан Сапата     | 0       | 0            | 0                 | 1                | 1       |
| 11      | ПЗ      | 21      | Лукас Білья         | 1       | 0            | 0                 | 0                | 1       |
| 11      | ПЗ      | 39      | Лукас Пакета        | 1       | 0            | 0                 | 0                | 1       |
| 11      | ПЗ      | 14      | Тьємуе Бакайоко     | 1       | 0            | 0                 | 0                | 1       |
| 11      | ЗХ      | 22      | Матео Мусаккіо      | 1       | 0            | 0                 | 0                | 1       |
| Автогол | Автогол | Автогол | Автогол             | 4       | 0            | 0                 | 2                | 6       |
| Загалом | Загалом | Загалом | Загалом             | 55      | 0            | 4                 | 12               | 71      |

### Асистенти
| №       | Позиція | Номер   | Гравець          | Серія А | Кубок Італії | Суперкубок Італії | Ліга Європи УЄФА | Загалом |
| ------- | ------- | ------- | ---------------- | ------- | ------------ | ----------------- | ---------------- | ------- |
| 1       | ПЗ      | 10      | Хакан Чалханоглу | 6       | 1            | 0                 | 3                | 10      |
| 1       | НП      | 8       | Сусо             | 10      | 0            | 0                 | 0                | 10      |
| 3       | ЗХ      | 68      | Рікардо Родрігес | 3       | 0            | 0                 | 1                | 4       |
| 3       | НП      | 7       | Саму Кастільєхо  | 2       | 0            | 0                 | 2                | 4       |
| 5       | ЗХ      | 12      | Андреа Конті     | 2       | 1            | 0                 | 0                | 3       |
| 6       | НП      | 9       | Гонсало Ігуаїн   | 1       | 0            | 0                 | 1                | 2       |
| 6       | НП      | 63      | Патрік Кутроне   | 2       | 0            | 0                 | 0                | 2       |
| 6       | ПЗ      | 39      | Лукас Пакета     | 1       | 1            | 0                 | 0                | 2       |
| 6       | ПЗ      | 79      | Франк Кесс'є     | 2       | 0            | 0                 | 0                | 2       |
| 6       | НП      | 11      | Фабіо Боріні     | 2       | 0            | 0                 | 0                | 2       |
| 11      | ЗХ      | 93      | Дієго Лаксальт   | 0       | 1            | 0                 | 0                | 1       |
| 11      | ЗХ      | 2       | Давіде Калабрія  | 1       | 0            | 0                 | 0                | 1       |
| 11      | ПЗ      | 14      | Тьємуе Бакайоко  | 1       | 0            | 0                 | 0                | 1       |
| Загалом | Загалом | Загалом | Загалом          | 33      | 4            | 0                 | 7                | 44      |

### Сухі матчі
| No.     | Номер   | Гравець               | Серія А | Кубок Італії | Суперкубок Італії | Ліга Європи УЄФА | Загалом |
| ------- | ------- | --------------------- | ------- | ------------ | ----------------- | ---------------- | ------- |
| 1       | 99      | Джанлуїджі Доннарумма | 12      | 0            | 2                 | 0                | 14      |
| 2       | 25      | Пепе Рейна            | 1       | 0            | 1                 | 1                | 3       |
| Загалом | Загалом | Загалом               | 13      | 0            | 3                 | 1                | 17      |

### Дисциплінарні порушення
| No.     | Позиція | Гравець               | Серія А | Серія А      | Серія А | Кубок Італії | Кубок Італії | Кубок Італії | Суперкубок Італії | Суперкубок Італії | Суперкубок Італії | Ліга Європи УЄФА | Ліга Європи УЄФА | Ліга Європи УЄФА | Загалом | Загалом      | Загалом |
| No.     | Позиція | Гравець               | ЖК      | YK · YK · RK | RK      | ЖК           | YK · YK · RK | RK           | ЖК                | YK · YK · RK      | RK                | ЖК               | YK · YK · RK     | RK               | ЖК      | YK · YK · RK | RK      |
| ------- | ------- | --------------------- | ------- | ------------ | ------- | ------------ | ------------ | ------------ | ----------------- | ----------------- | ----------------- | ---------------- | ---------------- | ---------------- | ------- | ------------ | ------- |
| 2       | ЗХ      | Давіде Калабрія       | 5       | 0            | 0       | 1            | 0            | 0            | 1                 | 0                 | 0                 | 0                | 0                | 0                | 7       | 0            | 0       |
| 7       | НП      | Саму Кастільєхо       | 3       | 0            | 0       | 0            | 0            | 0            | 1                 | 0                 | 0                 | 0                | 0                | 1                | 4       | 0            | 1       |
| 8       | НП      | Сусо                  | 9       | 1            | 0       | 0            | 0            | 0            | 0                 | 0                 | 0                 | 0                | 0                | 0                | 9       | 1            | 0       |
| 9       | НП      | Гонсало Ігуаїн        | 3       | 0            | 1       | 0            | 0            | 0            | 0                 | 0                 | 0                 | 1                | 0                | 0                | 4       | 0            | 1       |
| 10      | ПЗ      | Хакан Чалханоглу      | 3       | 0            | 0       | 0            | 0            | 0            | 1                 | 0                 | 0                 | 2                | 0                | 0                | 6       | 0            | 0       |
| 11      | НП      | Фабіо Боріні          | 3       | 0            | 0       | 0            | 0            | 0            | 0                 | 0                 | 0                 | 0                | 0                | 0                | 3       | 0            | 0       |
| 12      | ЗХ      | Андреа Конті          | 3       | 0            | 0       | 0            | 0            | 0            | 0                 | 0                 | 0                 | 0                | 0                | 0                | 3       | 0            | 0       |
| 13      | ЗХ      | Алессіо Романьйолі    | 6       | 0            | 1       | 1            | 0            | 0            | 1                 | 0                 | 0                 | 2                | 0                | 0                | 10      | 0            | 1       |
| 14      | ПЗ      | Тьємуе Бакайоко       | 6       | 1            | 0       | 1            | 0            | 0            | 0                 | 0                 | 0                 | 2                | 0                | 0                | 9       | 1            | 0       |
| 16      | ПЗ      | Андреа Бертолаччі     | 0       | 0            | 0       | 0            | 0            | 0            | 0                 | 0                 | 0                 | 1                | 0                | 0                | 1       | 0            | 0       |
| 17      | ЗХ      | Крістіан Сапата       | 4       | 0            | 0       | 0            | 0            | 0            | 0                 | 0                 | 0                 | 1                | 0                | 0                | 5       | 0            | 0       |
| 20      | ЗХ      | Іньяціо Абате         | 4       | 0            | 0       | 0            | 0            | 0            | 0                 | 0                 | 0                 | 2                | 0                | 0                | 6       | 0            | 0       |
| 21      | ПЗ      | Лукас Білья           | 3       | 0            | 0       | 0            | 0            | 0            | 0                 | 0                 | 0                 | 0                | 0                | 0                | 3       | 0            | 0       |
| 22      | ЗХ      | Матео Мусаккіо        | 2       | 0            | 0       | 1            | 0            | 0            | 0                 | 0                 | 0                 | 1                | 0                | 0                | 4       | 0            | 0       |
| 25      | ВР      | Пепе Рейна            | 0       | 0            | 0       | 0            | 0            | 0            | 0                 | 0                 | 0                 | 1                | 0                | 0                | 1       | 0            | 0       |
| 39      | ПЗ      | Лукас Пакета          | 5       | 0            | 1       | 0            | 0            | 0            | 0                 | 0                 | 0                 | 0                | 0                | 0                | 5       | 0            | 1       |
| 56      | ЗХ      | Стефан Сімич          | 0       | 0            | 0       | 0            | 0            | 0            | 0                 | 0                 | 0                 | 1                | 0                | 0                | 1       | 0            | 0       |
| 63      | НП      | Патрік Кутроне        | 2       | 0            | 0       | 0            | 0            | 0            | 0                 | 0                 | 0                 | 0                | 0                | 0                | 2       | 0            | 0       |
| 68      | ЗХ      | Рікардо Родрігес      | 5       | 0            | 0       | 1            | 0            | 0            | 1                 | 0                 | 0                 | 1                | 0                | 0                | 8       | 0            | 0       |
| 79      | ПЗ      | Франк Кесс'є          | 8       | 0            | 0       | 1            | 0            | 0            | 0                 | 0                 | 1                 | 0                | 0                | 0                | 9       | 0            | 1       |
| 93      | ЗХ      | Дієго Лаксальт        | 2       | 0            | 0       | 0            | 0            | 0            | 0                 | 0                 | 0                 | 0                | 0                | 0                | 2       | 0            | 0       |
| 99      | ВР      | Джанлуїджі Доннарумма | 3       | 0            | 0       | 1            | 0            | 0            | 0                 | 0                 | 0                 | 0                | 0                | 0                | 4       | 0            | 0       |
| Загалом | Загалом | Загалом               | 52      | 2            | 1       | 2            | 0            | 0            | 5                 | 0                 | 1                 | 15               | 0                | 1                | 74      | 2            | 3       |